# Associació Call de Barcelona
L'Associació Call de Barcelona és una institució jueva que es troba als carrers de Salomó ben Adret (anteriorment Sant Domènec del Call), 7 i Marlet, 5, on tenen la sinagoga Salomó ben Adret. El gener del 2009, amb motiu de l'Operació Plom Fos, va patir l'atac antisemita d'un militant de l'agrupació d'ultradreta Moviment Social Republicà, qui va copejar un treballador de la sinagoga amb un bat de beisbol, a més a més de trencar els cartells exteriors.